# AMD K8
A K8 az AMD cég 2003-ban megjelent 64 bites, x86-kompatibilis processzorcsaládja, amely az AMD64-architektúra első megvalósítása. 
A K8 jelű processzorokhoz tartozik például az Opteron (kiszolgáló), az Athlon 64 (asztali) és az Athlon FX (felsőbb kategóriás asztali). Azóta számos más termék került kiadásra, melyek mind a K8-at vagy annak fejlettebb változatait képviselik, pl. a többmagos Athlon 64 X2.
A K8 esetében a memóriavezérlő a processzorba van integrálva a korábbi lapkakészletes megoldások helyett. Az adatokat HyperTransport busz mozgatja. A K8 egyaránt képes 32 és 64 bites x86-programok futtatására, akár mindkét fajtát egyidőben. Akár 8 processzoros gép is építhető belőle.
A K8 mikroarchitektúrájú magot tartalmazó processzorok a következők:
- Athlon 64 – 2003
- Athlon 64 X2 – 2005
- Athlon 64 FX – 2003
- Sempron – 2004
- Opteron – 2003
- Turion 64 – 2005